# Kazani
Kazani 43°50′50″N 18°26′09″Ø / 43.847130°N 18.435811°Ø er en lille kløft beliggende på Trebević bjerget ved del sydøstlige del (Bogusevac) af Sarajevo i Bosnien-Hercegovina. Kløften er især kendt for at have fungeret som massegrav under Krigen i Bosnien-Hercegovina. 
Kløften er omkring 30 meter dyb og er placeret lige bag ved de gamle frontlinjer.
Under den bosniske borgerkrig 1992-1995 blev kløften frem til oktober 1993 brugt af den bosniske (hovedsageligt muslimske – ARBiH) 10. bjergbrigade til at dumpe lig af myrdede civile og soldater, især af bosnisk serbisk etnicitet. Brigaden ledtes af Mušan Topalović. 
Efter krigen kom det frem, at en efterforskningsenhed havde fundet og identificeret ligene af 29 myrdede personer. Lederen af enheden hævdede, at der var spor af et langt større antal lig i sprækken, men at hans enhed var blevet stoppet i videre efterforskning fra højeste regeringsniveau.